# كوريواكتس
'كوريواكتس Chorioactis' جنس من الفطور يحتوي على نوع واحد وهو Chorioactis geaster يعد هذا الفطر فطرا فريد ونادر

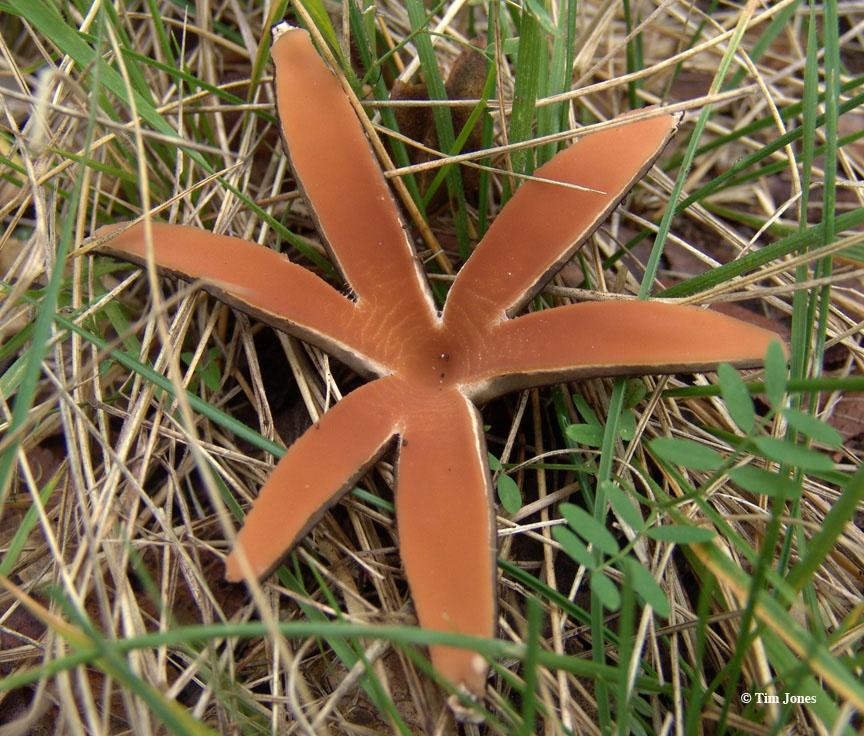

أول اكتشاف له تم في اليابان في كيوشو Kyushu عام 1936 ولم يعثر عليه بعدها في ذات المكان إلا بعد 36 سنة ولا يوجد إلا فيها وفي تكساس في الولايات المتحدة.
في عام 2004
تمت دراسة تسلسل الدنا تسلسل الحمض النووي وإجراء حسابات الساعة البيولوجية الجزيئية لكلا الجمهرتين لتحديد فيما إذا كان الإنسان هو سبب هذا التوزع الجغرافي الفريد أم لا
فوجدت الدراسة أن النوعين قد انفصلا عن بعضهما قبل نحو 90 مليون سنة مستبعدة أي دور للبشر في ذلك ومع ذلك فلا نجد بينهما أي فوارق جوهرية مهمة.

## روابط خارجية
- Chorioactis Kupfer ex Eckblad and Chorioactis Kupfer in MycoBank.
- C. geaster (Peck) Kupfer ex Eckblad and C. geaster (Peck) Kupfer in MycoBank.
- YouTube video
- キリノミタケ Chorioactis geaster by I. Asai – several photos